# Neuenlander Straße
Die Neuenlander Straße ist eine Straße in Bremen im Stadtteil Neustadt. Sie führt in Ost-West-Richtung von der Carl-Francke-Straße/Oldenburger Straße (Bundesstraße 75) zum Autobahnzubringer Arsten, der durch Obervieland bis zur Autobahn A 1 verläuft.
Sie gliedert sich in die Teilbereiche:
- Carl-Francke-Straße bis Friedrich-Ebert-Straße
- Friedrich-Ebert-Straße bis Kirchweg und
- Kirchweg bis zum Autobahnzubringer Arsten.

Die Querstraßen wurden benannt als Hohentorsheerstraße nach einem Ortsteil und dem früheren Hohentor von um 1620 in der Bremer Stadtbefestigung, Duckwitzstraße nach Bürgermeister und Kaufmann Arnold Duckwitz, Flughafendamm, der zum Flughafen Bremen führt, Meyerstraße (1870) nach einem Bauunternehmer, Paul-Feller-Straße nach dem Luftschiffer Adolph Emil Paul Feller (1866–1954), Kirchweg, der seit 1865 zur Jakobikirche führt, Neuenlander Ring, früher: Märchenlandweg nach dem Kleingartengebiet Märchenland, Alter Kuhweideweg nach einer Flur. Sie wurden u. a. benannt nach Flüssen, Flugpionieren und Industriestädten; ansonsten siehe die verlinkten Namensgeber bei der Auflistung der Querstraßen in der Infobox.
Die Neuenlander Straße ist in Bremen die Straße mit der siebenhöchsten Hausnummer (Nr. 440).

Sie ist eine der längsten Straßen in Bremen.

## Geschichte

### Name
Die Neuenlander Straße erhielt den Namen nach der Feldmark Nielandt im Gebiet Obervihlandt. 1748 steht im Grundriss der Kayserlichen Freyen und Ansee Stadt Bremen an der Weser sambt deren District oder denen so genannten vier Gohen von Johann Daniel Heinbach (1694–1764) die Bezeichnung Zum Neuen Lande.

### Entwicklung
1201 verlieh Erzbischof Hartwig II. ein Privileg zu Kolonisierung für ein Gebiet, das als Nielandt (1284: Nyenlande) erstmals 1207 im Bremischen Urkundenbuch erwähnt wurde. Danach entstand ein Weg, der später zur Neuenlander Straße wurde. Im 13. Jahrhundert entstand das Straßendorf Neuenlande im  Obervieland, das damals noch bis zur Ochtum reichte. Das Dorf wurde bei der Kirche St. Martin eingepfarrt. Es hatte als bremische Landgemeinde im 18. Jahrhundert 10 Vollhöfe und um die 100 Einwohner.
Die alte Neustadt war zunächst nur sehr dünn besiedelt. Im  19. Jahrhundert dehnte sich die Neustadt zunehmend in die Richtung zur Neuenlander Straße aus. Die Bebauung an der Langemarckstraße und an der Friedrich-Ebert-Straße im Bereich der Neuenlander Straße fand am Ende des 19. Jahrhunderts statt. Die Kornstraße wurde ab 1873 ausgebaut, und erst später fand im 20. Jahrhundert die Bebauung der Süderthorsvorstadt Richtung Neuenlander Straße statt. Die Südervorstadt entstand ab 1900 bis 1930. 1875 fand die Eingemeindung von Teilen der Landgemeinde Neuenland (Buntentor) und 1921 vom Rest von Neuenland statt.
Seit 1910 wurden auf dem Exerzierplatz Neuenlander Feld Flugversuche durchführt. Seit 1920/22 besteht der nahe gelegene Flughafen Bremen, zu dem der Flughafendamm führt. Seit dem Ende der 1990er Jahre entsteht hier ein Gewerbegebiet, die Airport-Stadt.
Nach dem Zweiten Weltkrieg wurde in den 1950er Jahren die Neuenlander Straße als Teilstück der Bundesstraße 6 vierspurig ausgebaut. Die Straße gehörte um 2004/05 zu den am stärksten befahrenen Straßen in Bremen. Die Kreuzung Neuenlander zur Langemarckstraße und Duckwitzstraße wurde in den 1980er Jahren umgebaut. In den 1980/90er Jahren wurde beschlossen, den Autobahnring um Bremen durch die neue Autobahn A 281 zu schließen. Die A 281 verläuft seit 2008 weitgehend parallel westlich zur Neuenlander Straßen. Dadurch wurde die Neuenlander Straße verkehrlich im Wohnbereich erheblich entlastet.
Die Gartenstadt Süd, zwischen Gastfeldstraße und Neuenlander Straße bzw. zwischen Meyerstraße und Kirchweg, wurde von 1957 bis 1960 errichtet.

### Verkehr
Die Neuenlander Straße ist ein Teilstück der Bundesstraße 6. Über den Autobahnzubringer Arsten, der die Neuenlander Straße im Osten verlängert, besteht ein Anschluss an die Autobahn A1. Die Straße gehörte zu den am stärksten belasteten innerörtlichen Straßen. Daher wurde und wird mit der A 281 und den weiteren Ausbau einer Umgehungsstraße zum Autobahnanschluss Arsten bis um 2022 eine Entlastung erfolgen.
Die Straßenbahn Bremen kreuzt heute mit den Straßenbahnlinien 1 (Huchting – Hauptbahnhof – Bf Mahndorf) und 8 (Huchting – Domsheide – Hauptbahnhof – Kulenkampffallee) die Neuenlander Straße an der Langemarckstraße, sowie mit der Linie 6 (Flughafen – Domsheide – Universität) an der Friedrich-Ebert-Straße.

## Gebäude und Anlagen
An der Straße befinden sich ein- bis fünfgeschossige Gebäude. An der Südseite befinden sich Gewerbeansiedlungen, Großmärkte sowie Autohäuser  und lediglich an der Duckwitz-/Essener Straße dreigeschossige Wohnhäuser. An der Nordseite stehen von der Oldenburger Straße bis zum Kirchweg zumeist Wohnhäuser und danach ist ein großes Kleingartengebiet.
Erwähnenswerte Gebäude und Anlagen:
- Nr. 2–10: 4-gesch. neuere Wohnanlage
- Nr. 16: 4-gesch. denkmalgeschütztes Wohn- und Geschäftshaus Neuenlander Straße 16 als Eckhaus zur Langemarckstraße[4]
- Ecke Duckwitzstraße: 3– und 4-gesch. Wohnungsanlage des Wohnungsamtes Bremen von 1951 nach Plänen von Fritz Schreiner, Umbau in den 2000er Jahren
- Nr. 24–40: 3-gesch. Wohnanlage
- Nr. 42–54: 4- und 5-gesch. Wohnblocks mit zumeist Klinkerfassaden im Stil der Modernen von 1930/31 der gewerkschaftlichen Wohnungsbaugenossenschaft (Bauhütte Hansa in Bremen, heute GEWOBA) nach Plänen von J.B. Berner und E. Bohne. Es entstanden in dem Quartier Friedrich-Ebert-Straße bis zur Neuenlander Straße 465 Wohnungen für sozial minderbemittelte Familien.[5]
- Nr. 55: 5-gesch. Hotel
- Nr. 57 bis 71: Bremer Straßenbahn AG (BSAG) -Gelände, Flughafendamm Nr. 12
- Nr. 73–81: 1-gesch. Wohnhäuser
- Nr. 83–133: Autohäuser, Großmärkte; teilweise Abriss und Umstrukturierung wegen Bau der Autobahn A 281
- Nr. 90–124: 1-gesch. Wohnhäuser
- Nr. nach 138 bis Kirchweg: 4-gesch. Wohnhäuser der Gartenstadt Süd
- Zwischen Kirchweg und Georg-Droste-Straße befindet sich das Kleingartengebiet Neustadt Süd, die Bezirkssportanlage Süd und die Wilhelm-Kaisen-Schule
- Nr. 440: 2-gesch. Autohaus Neustadt